# Gare de Valence-Joaquín Sorolla
Pour les articles homonymes, voir Gare de Valence.
La gare de Joaquín Sorolla, connue en tant que gare AVE (équivalent d'une gare TGV), est la gare terminus provisoire pour les trains à grande vitesse en ville de Valence (Espagne).

## Histoire
Située au centre de la ville de Valence, à 800 mètres au sud de la gare de València-Nord elle a été construite entre 2008 et 2010 profitant des transformations urbaines de la ville du début du XXIe siècle pour s'installer à cet endroit. Elle a été nommée en l'honneur du peintre valencien Joaquín Sorolla.

## Le bâtiment
Le bâtiment est rectangulaire et de plain-pied. Avec deux zones clairement distinctes : le grand hangar, également rectangulaire, et le bâtiment de voyageurs proprement dit, en forme de U avec des piliers indépendants de la structure du hangar.

## Situation
L'entrée principale de la gare se situe dans la rue San Vicente Mártir, un autre accès se trouve dans la rue Maestro Sosa esquina Filipinas.
Il est prévu que le trafic ferroviaire puisse être transféré à la future gare centrale de Valence (València-Parc Central) une fois cette dernière construite.

## Services ferroviaires

### Distribution des voies
Cette gare est reliée aux lignes ferroviaires à destination du Corredor Mediterráneo, à la ligne La Encina-Valence (P.K. 112), et à la ligne Valence-Tarragona (P.K. 0). C'est également la tête de ligne à grande vitesse à destination de Valence-Cuenca-Madrid.
La gare dispose de neuf voies (dont six de largeur internationale et trois de largeur ibérique), pour l'arrêt des trains de transport de voyageurs.
| Voie | Trains et destinations                                      |
| ---- | ----------------------------------------------------------- |
| 1    | Madrid-Atocha / Séville-Santa Justa / Malaga-María Zambrano |
| 2-3  | Madrid-Atocha / Séville-Santa Justa/ Malaga-María Zambrano  |
| 4-5  | Madrid-Atocha / Séville-Santa Justa / Malaga-María Zambrano |
| 6    | Grande distance                                             |
| 7-8  | Euromed Alicante-Barcelone Sants                            |
| 9    | Alvia Castellón-Madrid/Gandía-Madrid                        |

## Autres modes de transport aux alentours

### Metrovalencia
Deux stations de Metrovalencia sont situées à proximité de la gare, Joaquín Sorolla-Jesús et Bailén située à 300 m de la gare.
| << terminus | < station     | ligne                       | station > | terminus >>             |
| ----------- | ------------- | --------------------------- | --------- | ----------------------- |
| Bétera      | Plaça Espanya | Ligne 1 du métro de Valence | Patraix   | Villanueva de Castellón |
| Llíria      | Plaça Espanya | Ligne 1 du métro de Valence | Patraix   | Torrent Avinguda        |
| Marítim     | Bailén        | Ligne 5 du métro de Valence | Patraix   | Torrent Avinguda        |

| << terminus | < station | ligne                       | station >       | terminus >>      |
| ----------- | --------- | --------------------------- | --------------- | ---------------- |
| Marítim     | Colón     | Ligne 5 du métro de Valence | Joaquín Sorolla | Torrent Avinguda |

### Bus EMT
Les lignes de bus EMT Valencia suivantes desservent la gare :
- Ligne 9 : La Torre - Universitats
- Ligne 10 : Benimaclet - Sant Marcel·li
- Ligne 11 : Patraix - Orriols (en calle Cuenca)
- Ligne 20 : Platges - Marina Reial - C.A.C. - Av. del Cid (période estivale seulement, en Av. Giorgeta)
- Ligne 27 : La Torre - Mercat Central
- Ligne 64 : Benicalap - Estació Joaquín Sorolla - Nou Hospital La Fe
- Ligne 89 : Circular Ronda Trànsits (en Av. Giorgeta, pair)
- Ligne 90 : Circular Ronda Trànsits (en Av. Giorgeta, impair)
- Ligne N6 : Plaza del Ayuntamiento - La Torre
- Ligne N89 : Circular Ronda Trànsits (nocturne de la lígne 89)
- Ligne N90 : Circular Ronda Trànsits (nocturne de la lígne 90)

### Metrobús(ETM)
- > Ligne 155 : Valence - Riba roja
- > Ligne 180 : Valence - La Torre - Benetúser - Alfafar - Massanassa - Catarroja - Albal
- > Ligne 181 : Valence - La Torre - Benetúser - Alfafar - Massanassa - Catarroja - Albal - Beniparrell - Alcàsser - Picassent
- > Ligne 182 : Valence - Hospital Doctor Peset - Benetúser - Alfafar - Massanassa - Catarroja - Albal - Beniparrell - Silla